# McDonald Mariga
McDonald Mariga Wanyama (Nairobi, 4 de abril de 1987) es un futbolista keniano que juega como centrocampista.
Mariga hizo historia al ser el primer jugador de su país en jugar en la Liga de Campeones de la UEFA el 16 de marzo de 2010.
Es hermano del también jugador de fútbol Victor Wanyama del Montreal Impact de la Major League Soccer

## Carrera en clubes

### Inicios de su carrera
Mariga comenzó su carrera como futbolista en el Ulinzi Stars, pasando después al Tusker FC y luego al Pipeline FC, estando todavía en el colegio. Mariga era miembro de los "Golden Boys" de la Kamukunji High School, donde también jugaba el delantero keniano Dennis Oliech, quienes ganaron dos campeonatos nacionales consecutivos en 2002 y 2003.
El centrocampista se fue a Suecia en 2005 para jugar en la Tercera División con el Enköpings SK. Después de tan solo una temporada en el ESK, fichó por el Helsingborgs IF antes del inicio de la temporada 2006. Posteriormente, gracias al interés del director técnico Harry Redknapp, del Portsmouth, Mariga estuvo a punto de jugar en la Liga Premier de Inglaterra, sin embargo problemas con el permiso de trabajo no permitieron llevar a cabo el acuerdo que se suponía pudo haber costado alrededor de 2 nuevos soles.

### Parma Football Club
Fue transferido al Parma de la Serie A italiana en calidad de préstamo en agosto de 2007. El equipo italiano tenía la opción de comprarle en el verano por un precio de 20 millones de coronas (alrededor de 2 millones de euros); Mariga acordó un contrato de cuatro años con el equipo (finales de junio de 2012), después de que el club pagó por la transferencia 18 millones de coronas (aproximadamente 1,94 millones de euros). Dicho acuerdo fue negociado por el exjugador, ahora agente, Martin Dahlin, y se quedó corto ante el pedido inicial de 20 millones de coronas del Helsingborgs. El 25% de la cuota de transferencia se destinó al Enköpings SK, el club que originalmente llevó a Mariga a Suecia en el año 2005.
Mariga jugó 35 veces para el Parma en la Serie B italiana durante la temporada 2008-2009, anotando tres veces para ayudarles a volver a la Serie A para la temporada 2009-2010.
En enero de 2010 se suponía que firmaría con el equipo inglés Manchester City, pero no logró obtener el permiso de trabajo. Más tarde fue declarado por el primer ministro de Kenia Raila Odinga, que el mediocampista de 22 años finalmente había logrado obtenerlo, pero la ventana de transferencia de la Liga Premier inglesa ya había cerrado. De haber fichado por el Manchester City, habría sido el primer jugador de Kenia en firmar en la ya mencionada liga.

### Inter de Milán
El 1 de febrero de 2010, último día del periodo de transferencias, Mariga pasó a las filas del Inter de Milán mediante un acuerdo de copropiedad, además del pago de una cuota de transferencia, la cesión de Jonathan Biabiany (de quien tenían la mitad de los derechos de registro) y el préstamo de Luis Antonio Jiménez; no obstante su interés inicial era jugar para el Manchester City, aunque de nueva cuenta el no conseguir el permiso de trabajo se lo impidió. Luego del cambio, el presidente del Inter Massimo Moratti elogió la adquisición como «lo mejor que le podía haber ocurrido» al club en la ventana de transferencias de enero. Hizo su debut en el Inter en la Copa de Italia 2009 jugando contra la Fiorentina en semifinales. El Inter ganó el partido 1-0. En marzo de 2010 Mariga se convirtió en el primer keniano en jugar en la Liga de Campeones de la UEFA, cuando entró en el campo como sustituto contra el Chelsea.
Mariga anotó su primer gol con el Inter el 24 de abril de 2010, rematando un pase de Samuel Eto'o. Su equipo ganó el partido 3-1. Sin embargo, su disparo fue desviado por Sulley Muntari y el tanto fue adjudicado al ghanés. También anotó un cabezazo contra el Genoa para los nerazzurri en un encuentro que terminó 3-2.
El 17 de junio de 2010, el Inter lo compró en su totalidad y readquirió a Biabiany por 4,2 millones de euros cada uno, lo que hizo que Parma registrara una "pérdida de copropiedad" de 800 000 €, como beneficio retenido sin vender la mitad había disminuido de 5 millones a 4,2 millones de euros. Sin embargo, si se contabilizan los beneficios de Biabiany, que el Inter en realidad le pagó al Parma 10,9 millones de euros en efectivo por Mariga más el préstamo especial de Biabiany. Mientras que Luis Antonio Jiménez originalmente se incluyó en el trato, pero colapsó después de que el Inter perdió su porción el 25 de junio.
Al comienzo de la temporada 2011-12 Mariga fue cedido a la Real Sociedad debido a que el Inter tenía ocupadas las tres plazas de extracomunitarios tras la firma en invierno de Juan y Fredy Guarín (la otra cuota se obtuvo de Philippe Coutinho). Después de media temporada en el Inter, fue cedido al Parma en el mercado de enero de 2013 y marcó su único gol contra la Lazio. En el siguiente partido se lesionó contra el Novara, lo que lo descartó por el resto de la temporada. Regresó al Inter junto con Biabiany al final de la temporada a petición del entrenador Andrea Stramaccioni, pero fue liberado por el club en mayo de 2014.

### Cesión en la Real Sociedad
El 18 de agosto de 2011 se confirmaba su fichaje por la Real Sociedad para la próxima temporada, con una opción de compra de 5,5 millones de euros por parte del club vasco. La anécdota de su llegada fue que el jugador keniano se ofreció voluntario para entrenar incluso antes de haber pasado reconocimiento y ser presentado. El volante procedente del Inter venía para cumplir unas características que ningún jugador de la plantilla blanquiazul cumplía. La dirección deportiva del club presentó a Mariga como un jugador box to box, es decir, un jugador con capacidad de cubrir una amplia parcela del campo, desde la defensa y con llegada al área rival. Pero en Anoeta no demostró esas cualidades.
Debuta con el cuadro txuriurdin el 10 de septiembre de 2011, en la tercera jornada de Liga disputada en el Estadio de Anoeta, en el partido que enfrenta a los locales con el Fútbol Club Barcelona y que se saldó con empate a dos tantos. La actuación de Mariga en la Real Sociedad fue el gran fiasco de la temporada 2011-12. Fue titular indiscutible en el primer tercio de la Liga, pero sus actuaciones decepcionaron sobremanera a la afición de la Real, ya que se esperaba un jugador que marcara la diferencia sobre el terreno de juego. Las cualidades que se le presuponían por venir del Inter de Milán no se vieron sobre el terreno de juego y su indolencia sobre el campo acabó por alterar a la afición realista, que convirtió a Mariga, junto con el nuevo entrenador Philippe Montanier, en la diana de las críticas de un pésimo inicio liguero. El punto álgido de estas críticas llegó en el encuentro que empató la Real a cero en Anoeta contra el Espanyol el 20 de noviembre en la 13.ª jornada de Liga, que la Real afrontó como último clasificado.
Aquel día, tras otra actuación paupérrima, fue sustituido en el minuto 77 y la afición le dedicó un sonoro abucheo. Aquel partido marcó un punto de inflexión. Mariga ya no volvió a ser titular. En el siguiente partido Montanier alineó ante el Betis en el centro del campo un triángulo formado por Zurutuza, Aranburu y Elustondo. El equipo ganó in extremis aquel partido y comenzó una escalada clasificatoria que salvó el puesto de Montanier, por un lado y alejó a la Real Sociedad de los puestos comprometidos.
Mariga jugó otros tres encuentros más con la Real, pero siempre saliendo como sustituto, ya que con los canteranos de la Real, el equipo funcionó mejor. En enero, en vista de su bajo rendimiento, la Real negoció con el Inter de Milán la finalización de la cesión. El 30 de enero de 2012, dejó la Real Sociedad y retornó a Italia. El paso de Mariga por la Real Sociedad se cifró en 18 partidos, 14 de ellos en la Primera División de España y 4 en Copa del Rey.

### Cesión en el Parma
Los neriazzurri encontraron acomodo a Mariga en su exequipo, el Parma FC, donde el keniano volvió a ofrecer su mejor versión de juego, la que no había podido demostrar en la Real.
Sin embargo, la temporada acabó de forma nefasta para Mariga, que se rompió la rodilla y tuvo que decir adiós a la temporada en su mejor momento.

### Real Oviedo
El 31 de julio de 2017 fichó por el Real Oviedo por una temporada.

## Carrera internacional
Mariga anotó su primer gol internacional representando a su selección contra Suazilandia, el 25 de marzo de 2007. 

## Vida personal
Su padre, Noé Wanyama (extremo izquierdo), jugó en el AFC Leopards y en el equipo nacional de fútbol de Kenia. Su hermano menor Víctor Wanyama es también jugador de fútbol profesional, mientras que su otro hermano Thomas Wanyama juega en el Sofapaka, equipo campeón de la Liga Premier de Kenia. Su hermana menor, Mercy Wanyama, es capitana del equipo de baloncesto de la Langata High School.

## Trayectoria
| Club           | País   | Año         |
| -------------- | ------ | ----------- |
| Enköpings      | Suecia | 2005        |
| Helsingborgs   | Suecia | 2006 - 2007 |
| Parma          | Italia | 2007 - 2010 |
| Inter de Milán | Italia | 2010 - 2011 |
| Real Sociedad  | España | 2011 - 2012 |
| Inter de Milán | Italia | 2012 - 2014 |
| Parma          | Italia | 2015        |
| Latina         | Italia | 2015 - 2017 |
| Real Oviedo    | España | 2017        |

## Palmarés

### Campeonatos nacionales
| Título              | Club           | País   | Año  |
| ------------------- | -------------- | ------ | ---- |
| Copa Italia         | Inter de Milán | Italia | 2010 |
| Serie A             | Inter de Milán | Italia | 2010 |
| Supercopa de Italia | Inter de Milán | Italia | 2010 |
| Copa Italia         | Inter de Milán | Italia | 2011 |

### Copas internacionales
| Título                 | Club (*)       | País   | Año  |
| ---------------------- | -------------- | ------ | ---- |
| Liga de Campeones      | Inter de Milán | Italia | 2010 |
| Copa Mundial de Clubes | Inter de Milán | Italia | 2010 |